# Hamílcar Barca

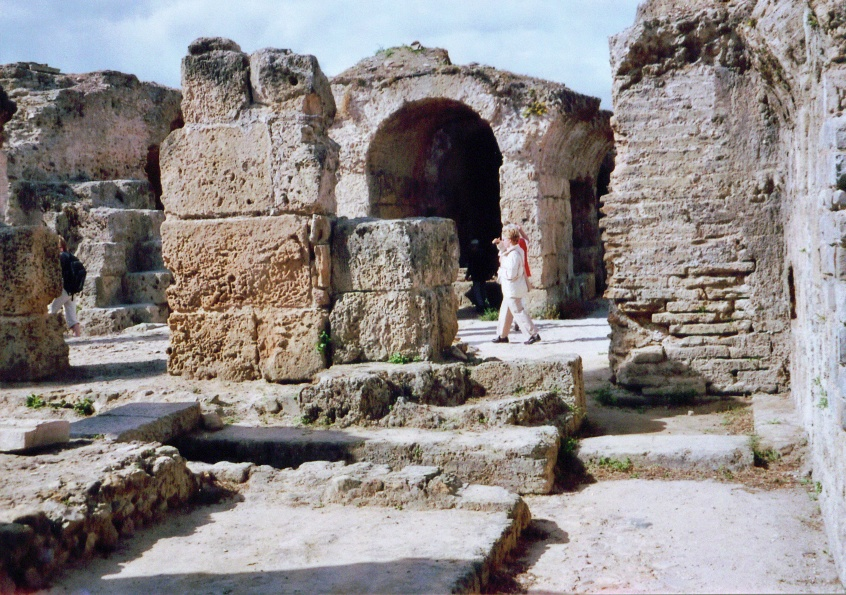
Ruïnes de Cartago

Hamílcar Barca (Púnic: 𐤇𐤌𐤋𐤒𐤓𐤕𐤟𐤁𐤓𐤒, 270 aC - Ílici, 228 aC) va ser un general i un home d'estat cartaginès, líder de la família Barca, pare d'Hanníbal i Hasdrúbal Barca i sogre d'Hasdrúbal. El seu nom Barca deriva probablement del semita Barak ('il·luminat') i no era un nom familiar sinó un renom personal, encara que a la seva família se la distingeix després amb el nom dels Barca o Barcins. Un altre possible origen del nom seria la ciutat de Barca a Cirenaica.

## La seva vida: militar i polític
Abans del seu nomenament com a comandant en cap de l'exèrcit cartaginès a Sicília el 247 aC a la Primera Guerra Púnica, la seva vida és desconeguda. En aquest any encara era bastant jove però ja havia destacat en combat i se'l considerava el successor natural de Cartal.
Al 247 aC va prendre el comandament en cap a Sicília quan l'illa estava pràcticament en mans dels romans, excepte Drèpana i Lilibèon, que estaven bloquejades per mar i terra. Hamílcar va atacar per mar la costa del Brútium i després va desembarcar a Sicília establint el seu exèrcit a una muntanya coneguda com a Hercte (Monte Pellegrino), no molt lluny de Panorm, i en ple territori sota domini romà. Un bon embarcador al peu de la muntanya li permeté no solament mantenir les comunicacions per mar sinó sortir en expedicions de saqueig cap a altres punts de Sicília i Itàlia; per terra va dirigir una sèrie de combats sense resultat decisiu però que van impedir qualsevol intent contra Drpepana i Lilibèon.
Després de tres anys, el 244 aC va desplaçar el seu exèrcit a una posició semblant a la falda del Mont Èrix; es va apoderar de la ciutat (els habitants de la qual foren enviats a Drèpana) i la muntanya i la va convertir en un camp fortificat tot i la presència d'un fortí romà a la cimera i un campament al peu de la muntanya. Aquí va resistir dos anys més; d'Èrix va poder donar suport a la guarnició assetjada a la veïna ciutat de Drèpana. en aquest temps va fer front no sols als atacs romans sinó al motí dels seus mercenaris gals i altres als que va haver de fer promeses que finalment va portar a la guerra del mercenaris a Àfrica. Els romans van decidir fer un esforç extraordinari per mar i van construir una flota dirigida per Gai Lutaci Càtul que el 241 aC va derrotar decisivament a l'almirall Hannó a les illes Ègates. El govern cartaginès va demanar opinió sobre la pau o la guerra a Hamílcar que, sense esperances de guanyar, va aconsellar la pau, que va comportar la pèrdua de Sicília (i després Sardenya) pels cartaginesos. L'exèrcit cartaginès a Èrix va poder sortir amb les armes a la mà i sense cap signe de submissió; Hamílcar va entregar el comandament a Giscó amb l'encàrrec de portar aquelles forces a Àfrica, on després es van revoltar, i Hamílcar va tornar a Cartago pel seu compte

## La guerra dels mercenaris
Poc després del seu retorn va haver de prendre el comandament de les forces lleials contra els mercenaris sollevats dirigits per Espendi i Mató als que es van unir els númides, comandament que inicialment se li havia negat i que fou donat a Hannó II el Gran, que no va aconseguir res. Els rebels dominaven tot l'interior del país i assetjaven Útica i Hipona, les dues úniques ciutat lleials a Cartago, però Hamílcar va aconseguir el canvi de bàndol dels númides vencent el 239 aC en la batalla del riu Bàgradas.
Hannó fou designat associat a Hamílcar en el comandament i les dissensions entre els dos generals van fer que finalment el govern cartaginès va deixar que l'exèrcit triés el seu cap entre els dos generals, i els soldats van escollir Hamílcar, que va romandre com a comandant, encara que es va nomenar un nou comandant associat, que fou Hanníbal, probablement en posició subordinada.
Espendi i Mató es van decidir a assetjar Cartago. Hamílcar llavors va practicar una política de terra cremada darrere les línies dels mercenaris i els va interceptar els seus subministrament i van haver d'aixecar el setge. Espendi, que tenia un exèrcit superior al d'Hamílcar, va decidir enfrontar-se al general cartaginès, però el va derrotar en la batalla de la Serra deixant als mercenaris sense escapatòria. Espendi va anar a veure a Hamílcar per demanar perdó, i aquest va acceptar deixar sortir a l'exèrcit de mercenaris sa i estalvi però sense armes, reservant-se el dret de castigar els deu caps. El pacte fou signat i Espendi i els seus nou acompanyants foren detinguts com a líders; els mercenaris en saber l'empresonament dels deu caps van tornar a agafar les armes però rodejats pels cartaginesos foren massacrats. Polibi parla de 40.000 morts. Aquesta matança no va posar fi a la guerra, ja que un important exèrcit sota comandament de Mató encara dominava Tunis. Hamílcar la va assetjar però Mató es va aprofitar de la negligència del general Hanníbal per sorprendre el camp cartaginès i matar una gran part del seu exèrcit; el mateix Hanníbal fou fet presoner; Hamílcar va haver d'aixecar el setge i retirar-se cap al riu Bàgrades.
El senat cartaginès alarmat va imposar la reconciliació entre Hannó i Hamílcar i els dos general actuant en comú van aconseguir l'avantatge fins que en una batalla decisiva Mató fou derrotat i fet presoner; després d'això motes ciutat rebel·lades es van sotmetre. Útica i Hippo van resistir un temps però Hamílcar va sotmetre la primera i Hannó la segona i la guerra es va donar per acabada (237 aC) després de tres anys i quatre mesos.

## La conquesta d'Hispània
Polibi diu que després de la guerra fou enviat amb un exèrcit a Hispània. El contrari Diodor de Sicília i Apià diuen que es va barrejar amb intrigues del partit popular contra el partit aristocràtic i que per escapar a la persecució dels aristòcrates que li recriminaven la seva conducta a Sicília, va anar a Hispània. Apià i Zonaràs diuen expressament que va anar a Hispània sense autorització del govern i que els seus actes foren després ratificats a causa dels seus èxits i per la influència del seu gendre Hasdrúbal, cap del partit popular a Cartago que havia guanyat molts adherents al rebre finançament des d'Hispània amb les riqueses obtingudes per Hamílcar. No es pot assegurar res però si que se sap que Hamílcar era partidari del partit popular mentre el general Hannó era el cap dels aristòcrates, i que va fer aliança matrimonial i política amb Hàsdrubal. En general es pensa que Barca volia crear un imperi a Hispània tant per raons econòmiques com estratègiques, ja que Cartago necessitava amb urgència obtenir metalls preciosos perquè les seues arques havien quedat buides després de la guerra; a més, li calia reclutar mercenaris hispans per als seus minvats exèrcits i, sobretot, el control militar de la Península era absolutament imprescindible a fi que Cartago pogués frenar la penetració romana. Personalment compensava la pèrdua de Sicília i esperava obtenir riqueses per fer l'abans possible la guerra de revenja contra Roma. Però una facció del Senat cartaginès era contrària a l'expansió, i proposava l'alternativa d'intensificar l'explotació dels recursos naturals de les terres africanes. Sembla que Barca va reclutar un nou exèrcit a Numídia, i va organitzar una expedició a Hispània sota la seva responsabilitat.
Quan Hamílcar va arribar a Hispània només Gades i algunes altres petites colònies fenícies estaven en l'òrbita de Cartago i estenien la seva influència pel sud del país. Amb el seu exèrcit mercenari, i més tard amb soldats pagats o reclutats al lloc, Hamílcar va dominar tribus i ciutats, combinant la diplomàcia i la guerra. Les riques mines de plata a la part del país que va sotmetre li va donar la riquesa que necessitava, complementada amb el botí de guerra i les contribucions dels sotmesos.
Després de la popularitat entre el poble i el partit patriòtic, adquirida a conseqüència del seu èxit, els seus adversaris no van poder impedir que arribés a ser pràcticament un dictador i tots els esforços humans i econòmics de Cartago es dirigiren cap a un únic objectiu: la conquesta d'Hispània.
Va fundar una ciutat destinada a esdevenir la capital cartaginesa d'Hispània a un lloc anomenat Cap Blanc (Ἄκρα Λευκή), però aquesta fou substituïda després per Cartago Nova. També, alguns autors del Renaixement com Jeroni Pau o Pere Miquel Carbonell, atribuïren la fundació de la ciutat de Bàrcino, l'actual Barcelona a Hamílcar Barca, amb l'argumentació de la versemblança entre el seu nom i el de la ciutat. No obstant això, aquesta teoria sembla no tenir evidències, ja que com destaquen els arqueòlegs i historiadors de l'actualitat, la ciutat en sí va ser fundada pels romans.

## Mort d'Hamílcar Barca
Va morir en el Setge d'Hèlice, segons uns contra els vetons, un poble entre el Tajo i el Guadiana suposadament prop d'un lloc conegut per Castrum Album (229 aC), i segons altres a Ílici el 228 aC. Diodor de Sicília i Apià expliquen la seva mort de manera diferent; Zonaràs segueix a Appià.
Hamílcar va estar molt per sobre d'altres cartaginesos de l'època en habilitats diplomàtiques i militars, i només va ser superat pel seu fill Hanníbal, al qual va preparar des de ben jove perquè el succeís en aquest conflicte.

## Dades biogràfiques
270 aC. Neix Hamílcar Barca.
264 aC. Comença la Primera Guerra Púnica.
247 aC. Hamílcar Barca pren el comandament de l'exèrcit cartaginès.
247 aC. Neix Hanníbal.
241 aC. S'acaba la Primera Guerra Púnica. Els cartaginesos perden Sicília, Còrsega i Sardenya, però mantenen llurs possessions al sud d'Hispània (Gadir, principalment).
240 aC. Dirigeix als cartaginesos contra els mercenaris i númides en una guerra de més de tres anys
237 aC. Hamílcar Barca desembarca a Hispània i estén l'àrea d'influència cartaginesa fins a Acra Leuce (a l'actual Tossal de Manises, a l'Albufereta d'Alacant), tot contravenint el tractat romano-cartaginès del 348 aC, que només permetia l'expansió fins a Cartagena. Davant aquest incompliment, Roma no pren cap mesura concreta.
228 aC. Mor Hamílcar Barca en el Setge d'Hèlice, i el succeeix el seu gendre Hàsdrubal.